# Аспміра (стадіон)
«Аспміра Стадіон» (норв. Aspmyra Stadion) — футбольний стадіон у місті Буде, Норвегія, домашня арена ФК «Буде-Глімт».
Стадіон побудований протягом 1964—1966 років та відкритий 1966 року. У 1980 та 2008 роках реконструйований. Протягом 1999—2001 років розширений. Арена має три трибуни, одна з яких накрита дахом. 
У рамках спільної заявки Норвегії та Швеції на прийом Євро 2016 стадіон був серед претендентів на прийом матчів у рамках чемпіонату, з метою чого було підготовлено проект реконструкції, який не був реалізований.